# 冷血悍將 (電影)
《浪人》是一部1998年的美國間諜動作驚悚電影，由約翰·法蘭克海默執導。勞勃·狄尼洛、尚·雷諾等人主演。數名爾虞我詐、各懷鬼胎的國際佣兵合夥去偷一個神秘的金屬製公事箱。常為人所稱道的是片中幾場飛車追逐的場面。

## 劇情
在巴黎郊外的倉庫中，一位愛爾蘭女子黛卓（駕駛高手，娜塔莎·麥克洪 飾演）與五位各是前某些特種部隊及前情報人員的國際佣兵會晤，這五位各懷絕技的佣兵是山姆（前美國中央情報局探員，勞勃·狄尼洛 飾演）、賴瑞（美國駕駛高手）、史班斯（冒牌英國爆破專家，西恩·賓 飾演）、葛雷格（前克格勃的電腦專家，史戴倫·史卡斯格 飾演）、文森（人脈很廣的法國人，尚·雷諾 飾演）等。她告訴他們任務是奪取一只被嚴密看守的金屬公事箱。黛卓是唯一知道幕後主使者是希蒙斯（愛爾蘭共和軍武裝份子，喬納森·普賴斯 飾演）的人。史班斯被山姆發現是冒牌貨而被剔除在外。山姆也儼然成為眾人的領導人。傭兵們前往尼斯，而後伏擊保護公事箱的車隊，經過飛車追逐與槍戰後，公事箱已到手，葛雷格卻私自將公事箱調了包並與真的公事箱一起失蹤，假的公事箱爆炸將賴瑞炸成重傷。葛雷格企圖私自將公事箱售與俄國人圖利，但又將接頭的人射殺，葛格於是企圖以三倍的價錢直接賣給俄國老大。
山姆藉以前美國中央情報局的同事，追查葛雷格的下落，而追到亞爾。葛雷格正與俄國人在羅馬時代建築的圓形競技場交易。當山姆與文森追到競技場時，希蒙斯殺死賴瑞，綁架葛雷格，與黛卓逃走。山姆受槍傷，文森將他帶到朋友家療傷。
葛雷格在與俄國人交易時被俄國人射殺，希蒙斯又射殺俄國人。山姆勸說黛卓離開，山姆與希蒙斯對決時落入下風，文森出現將希蒙斯射殺。
結局揭曉山姆是現任中央情報局特別活動中心探員，臥底的目標就是要除掉希蒙斯。北愛爾蘭共和軍因希蒙斯已死，而與英國政府達成和平協議。

## 演員
- 勞勃·狄尼洛 飾演 山姆（Sam）
- 尚·雷諾 飾演 文森（Vincent）
- 娜塔莎·麥克洪 飾演 黛卓（Deirdre）
- 史戴倫·史卡斯格 飾演 葛雷格（Gregor）
- 西恩·賓 飾演 史班斯（Spence）
- Skipp Sudduth（英语：Skipp Sudduth） 飾演 Larry
- 迈克尔·朗斯代尔 飾演 Jean-Pierre
- Jan Tříska（英语：Jan Tříska） 飾演 "Dapper Gent"
- 喬納森·普賴斯 飾演 希蒙斯（Seamus O'Rourke）
- 費奧多·阿特金（英语：Féodor Atkine） 飾演 Mikhi
- 卡特琳娜·維特 飾演 Natacha Kirilova
- 貝爾納·布洛赫（英语：Bernard Bloch (actor)） 飾演 Sergei

## 製作

### 編劇
編劇大衛·馬麥特因為必須與原故事作者傑·迪·奕柯共列名編劇而以瑞查·魏斯之名列名編劇表示不滿。

### 英語片名
英語片名（Ronin）是日文浪人的英語發音。影射這群國際佣兵像是失去主君的日本武士，背負著無法保護主君生命或是被主君放逐的恥辱，不再為榮譽與責任而戰，成為流浪異域為錢財而戰的浪人。劇中且引用元祿赤穗事件四十七浪人為主君報仇的故事，推敲浪人忠於何種規範。

### 黑色電影
影片開頭具有很重的黑色電影的風格，強調神秘、黑夜與下雨的環境。

### 飛車追逐
導演約翰·法蘭克海默擅長的飛車追逐的場面一再的出現，成為本片的特色。身為業餘賽車手的導演在最後一場飛車追逐的場面大手筆的同時共用了150名特技駕駛員。

### 麥高芬
片中金屬公事箱是典型亞佛烈德·希區考克稱為麥高芬在電影中可以推展劇情的物件，其中到底是什麼片中並未交待。亞佛烈德·希區考克認為這個物件詳細說明不重要，只要是對電影中眾角色很重要，可以讓劇情發展即可。

## 獎項

### 得獎
- 1999年青春好萊塢獎 - 最佳配樂 - 伊利亞·凱羅

### 獲提名
- 1999年土星獎 - 最佳動作驚悚片
- 1999年音樂電視網電影獎 - 最佳動作片段 - 勞勃·狄尼洛與娜塔莎·麥柯虹駕車追逐片段
- 1999年電影音效剪輯協會 - 最佳音效剪輯獎

## 外部連結
- 互联网电影数据库（IMDb）上《冷血悍將》的资料（英文）
- 爛番茄上《冷血悍將》的資料（英文）
- Metacritic上《冷血悍將》的資料（英文）